# 宇智波佐助的寫輪眼傳
《宇智波佐助的寫輪眼傳》（日语：うちはサスケの写輪眼伝），為日本漫畫家平健史創作的搞笑漫畫。在日本集英社旗下的《最強Jump》從2014年11月號至2017年5月號連載。

## 概要
以《週刊少年Jump》的連載漫畫《火影忍者》（原作：岸本齊史）的登場角色，宇智波佐助為主角的外傳漫畫。
與前作《李洛克的青春全力忍傳》同樣將角色SD化的搞笑漫畫。時間點為第二部的佐助打倒大蛇丸後組成「蛇」小隊開始。鼬以及大蛇丸存活這點與原作有所差異。

## 劇情
脫離村子的逃亡忍者佐助與水月、香燐、重吾組成「鷹」小隊，為了向哥哥鼬復仇以及為了復興一族而展開了旅程。
與前作不同的是由複數的劇情構成一個故事。

## 登場人物
宇智波佐助
本作的主角。身為宇智波一族的倖存者為了向哥哥鼬復仇而展開了旅程。身為「鷹」小隊的首領有著冷酷的性格，強大的執行力，和不在意別人眼光與看法的態度。討厭納豆和甜食。
鬼燈水月
「鷹」小隊之隊員。擁有秘術水化之術，卻容易被雷遁         克制，甚至是靜電。本作是負責吐嘈的角色
香燐
重吾
逃亡忍者

### 曉
宇智波鼬
干柿鬼鮫

### 木葉忍者村
漩渦鳴人
春野櫻

## 出版書籍
| 卷數 | 日文標題 | 臺灣標題       | 集英社        | 集英社                | 東立出版社     | 東立出版社             |
| 卷數 | 日文標題 | 臺灣標題       | 發售日期      | ISBN                  | 發售日期       | ISBN                   |
| ---- | -------- | -------------- | ------------- | --------------------- | -------------- | ---------------------- |
| 1    |          | 宇智波佐助！！ | 2015年8月4日  | ISBN 978-4-08-8803609 | 2016年5月11日  | ISBN 978-986-348-534-6 |
| 2    |          | 二人一組！！   | 2016年7月29日 | ISBN 978-4088807638   | 2016年11月18日 | ISBN 978-986-348-565-0 |
| 3    |          | 宇智波一族！！ | 2017年7月4日  | ISBN 978-4088810683   | 2017年12月27日 | ISBN 978-986-486-599-4 |

單行本的裏封是模仿本傳單行本的封面，第1卷是本傳43卷，第2卷是本傳61卷，第3卷是本傳65卷。